# 氷見野良三
氷見野 良三（ひみの りょうぞう、1960年4月25日〈昭和35年〉 - ）は、日本の大蔵・金融官僚、日本銀行副総裁。金融国際審議官、金融庁長官を務めた。

## 経歴
1960年4月25日 富山県富山市出身。富山県立富山高等学校に入学した頃は数学者志望であったが、高1の時に担任から、政治思想史家の文章を伺ったことで興味を持ち、政治思想史の研究者になりたいと考え始めた。富山高等学校卒業。1983年に東京大学法学部第3類（政治コース）を卒業。高校時代の模試では常に三本指に入るほどの秀才だった。大学でも英才ぶりを発揮し、指導教官から「助手として大学に残って論文を書かないか」と、研究者（政治学）への道に誘われていたが、官僚の道を選び、国家公務員上級甲種試験（法律）を受け、1983年に大蔵省に入省。銀行局総務課。
1987年6月 ハーバード・ビジネス・スクールでMBA。同年7月に帰国し、財務官室調査主任。1989年7月 三条税務署長。1992年6月 銀行局銀行課長補佐（外国業務）。1993年7月 主税局国際租税課長補佐。1995年6月 主税局税制第二課企画調整室長兼主税局税制第二課長補佐。1996年6月～1999年7月 外務省ジュネーブ国際機関代表部一等書記官、1999年～2003年には、金融監督庁・金融庁でバーゼル銀行監督委員会関連の業務に携わる。バーゼル銀行監督委員会事務局長。2006年7月 金融庁監督局証券課長。2007年7月以降は、金融庁監督局銀行第一課長、監督局総務課長、総務企画局参事官（競争力強化、国際担当）、総務企画局審議官（監督局、官房、国際担当）、総務企画局審議官（官房、国際担当）などを務める。2016年7月1日 金融国際審議官。2019年 金融安定理事会規制監督上の協調に係る常設委員会議長就任。2020年7月20日 金融庁長官。
2021年7月8日退職後、2021年8月東京ファイナンシャル・リサーチ編集委員。2021年9月東京大学公共政策大学院客員教授。2021年10月富士通フューチャースタディーズ・センター顧問。2022年1月1日ニッセイ基礎研究所エグゼクティブフェロー。2022年4月岩田合同法律事務所特別顧問。2023年3月日本銀行副総裁。

## 大蔵省同期
- 岡本薫明（JT副会長、財務事務次官、主計局長、大臣官房長）
- 太田充（財務事務次官、主計局長、理財局長、大臣官房総括審議官）
- 星野次彦（国税庁長官、主税局長、国税庁次長、大臣官房審議官〈主税局担当〉）などがいる[6]。

## 著書[6]
語学に堪能な上、東西の古典や美術にも精通している。
- 『マイヨール』グラフ社（2001年）ISBN 978-4766206456[24]…ジャンル：彫刻史・各国の彫刻
- 『検証 BIS規制と日本』金融財政事情研究会（2005年）ISBN 978-4322107944[4]
- 『易経入門 孔子がギリシャ悲劇を読んだら』文春新書（2011年）ISBN  978-4166608201[3]